# Cressé
Cressé ist eine französische Gemeinde mit 225 Einwohnern (Stand: 1. Januar 2022) im Département Charente-Maritime in der Region Nouvelle-Aquitaine (vor 2016: Poitou-Charentes); sie gehört zum Arrondissement Saint-Jean-d’Angély und zum Kanton Matha. Die Einwohner werden Cressois und Cressoises genannt.

## Geographie
Cressé liegt etwa 70 Kilometer ostsüdöstlich von La Rochelle in der Saintonge. Umgeben wird Cressé von den Nachbargemeinden Seigné im Norden, Fontaine-Chalendray im Norden und Nordosten, Bazauges im Osten, Beauvais-sur-Matha im Süden und Osten, Gourvillette im Süden, Les Touches-de-Périgny im Westen sowie Le Gicq im Nordwesten.

## Bevölkerungsentwicklung
| Jahr                       | 1962 | 1968 | 1975 | 1982 | 1990 | 1999 | 2006 | 2017 | 2019 |
| Einwohner                  | 432  | 404  | 364  | 307  | 266  | 254  | 255  | 240  | 229  |
| Quellen: Cassini und INSEE |      |      |      |      |      |      |      |      |      |

## Sehenswürdigkeiten
- Kirche La Transfiguration (Verklärung des Herrn) aus dem 11. Jahrhundert, seit 1913 als Monument historique klassifiziert

Siehe auch: Liste der Monuments historiques in Cressé

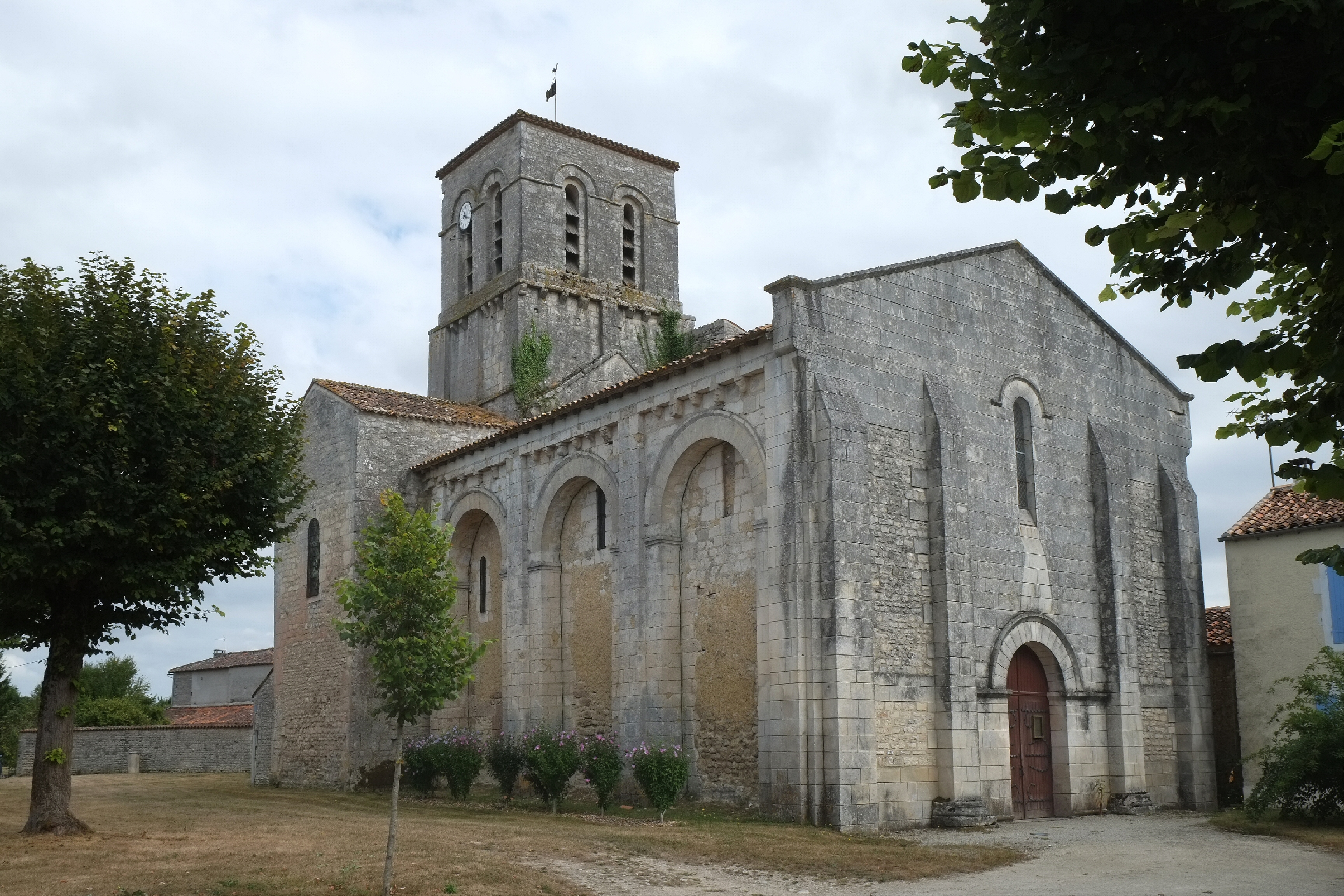
Kirche La Transfiguration